# Крокембуш
Крокембу́ш (фр. croquembouche) — французький десерт у вигляді високого конуса з профітролів з начинкою, скріплених карамеллю або спеціальним солодким соусом, і прикрашений карамельними нитками, зацукрованим мигдалем, фруктами, зацукрованими квітами. Використовується як частування у весільних церемоніях, при хрещенні, на Різдво.
Назва походить від фр. croquer en bouche, що означає «хрумтить у роті».